# 刺芒野古草
刺芒野古草（学名：Arundinella setosa）是禾本科野古草属的植物。分布在亚热带、亚洲热带以及中国大陆的西南各省、华南、华中、华东等地，生长于海拔160米至2,500米的地区，常生于山坡草地、松林、灌丛及松栎林下。

## 变种
- 无刺野古草（学名：Arundinella setosa var. esetosa）为禾本科野古草属刺芒野古草的变种。分布于印度、尼泊尔以及中国大陆的广东、云南、江西、广西、湖南、贵州等地，生长于海拔2,000米以下的地区，多生于干燥山坡草丛中。
- 腾冲野古草（学名：Arundinella setosa var. tengchongensis）是禾本科野古草属刺芒野古草的变种，是中国的特有植物。分布在中国大陆的云南西部（腾冲）等地，生长于海拔2,000米的地区，常生于山坡草丛中。变种加名 tengchongensis 意为“腾冲的”。